# Leucauge subadulta
Leucauge subadulta är en spindelart som beskrevs av Embrik Strand 1906. Leucauge subadulta ingår i släktet Leucauge och familjen käkspindlar. Inga underarter finns listade i Catalogue of Life.